# Franklin Seaver Pratt
Franklin Seaver Pratt (1er novembre 1829 - 11 janvier 1894), également connu sous le nom de Franklyn ou Frank S. Pratt, est un homme d'affaires américain, fonctionnaire et diplomate du royaume d'Hawaï. Il est consul d'Hawaï pour les États du Pacifique de Californie, du Nevada, de l'Oregon et de Washington au moment du renversement du royaume d'Hawaï en 1893. Pratt épouse Elizabeth Keka'aniau La'anui, membre de la noblesse hawaïenne, et il défend ses revendications sur les terres de la couronne hawaïenne lors du renversement. Il est décédé peu de temps après son retour à Hawaï.

## Jeunesse et carrière
Pratt est né le 1er novembre 1829 à Boston, Massachusetts . Ses parents sont Joseph Pratt et Catherine Seaver. Au moment de sa mort en 1898, il a un frère et quatre sœurs (dont la veuve de l'homme d'affaires hawaïen Charles Brewer II) qui lui survivent. Un frère cadet, Tasker S. Pratt, est mort de consommation (tuberculose) à Honolulu le 9 janvier 1866, à l'âge de 32 ans.
Il fait ses études au Franklin Institute de Philadelphie, en Pennsylvanie. Le 12 janvier 1850, lui et William Fessenden Allen s'embarquent pour Hawaï, sur le navire Eliza Warwick et arrivent à Honolulu. Attiré par la ruée vers l'or en Californie, il s'installe brièvement à San Francisco où il travaille dans une entreprise commerciale. Cependant, il revint plus tard et s'installe à Hawaï au moment de son mariage. Pratt devient un homme d'affaires prospère lors de sa résidence à Hawaï. Il travaille d'abord dans le secteur marchand avec un certain M. Luddington, puis s'est associé à CA Williams dans plusieurs entreprises différentes. Il assume ensuite l'agence de la Phoenix Guano Islands Company, qu'il occupe pendant sept ou huit ans, et tire une richesse considérable de cette entreprise. De retour d'une visite à sa famille en Nouvelle-Angleterre, il commence à investir dans l'industrie en pleine croissance des plantations de canne à sucre dans les îles. Il fonde la plantation de sucre de Waimanalo et construit le bateau à vapeur Waimanalo. En 1881, son investissement dans la plantation Olowalu à Maui échoue et lui fait presque perdre tout ce qu'il gagne. Il revient à Honolulu depuis Maui et travaille dans le secteur des commissaires-priseurs avec LJ Leavey jusqu'à ce qu'il commence à travailler pour le gouvernement en 1884.

## Mariage et famille

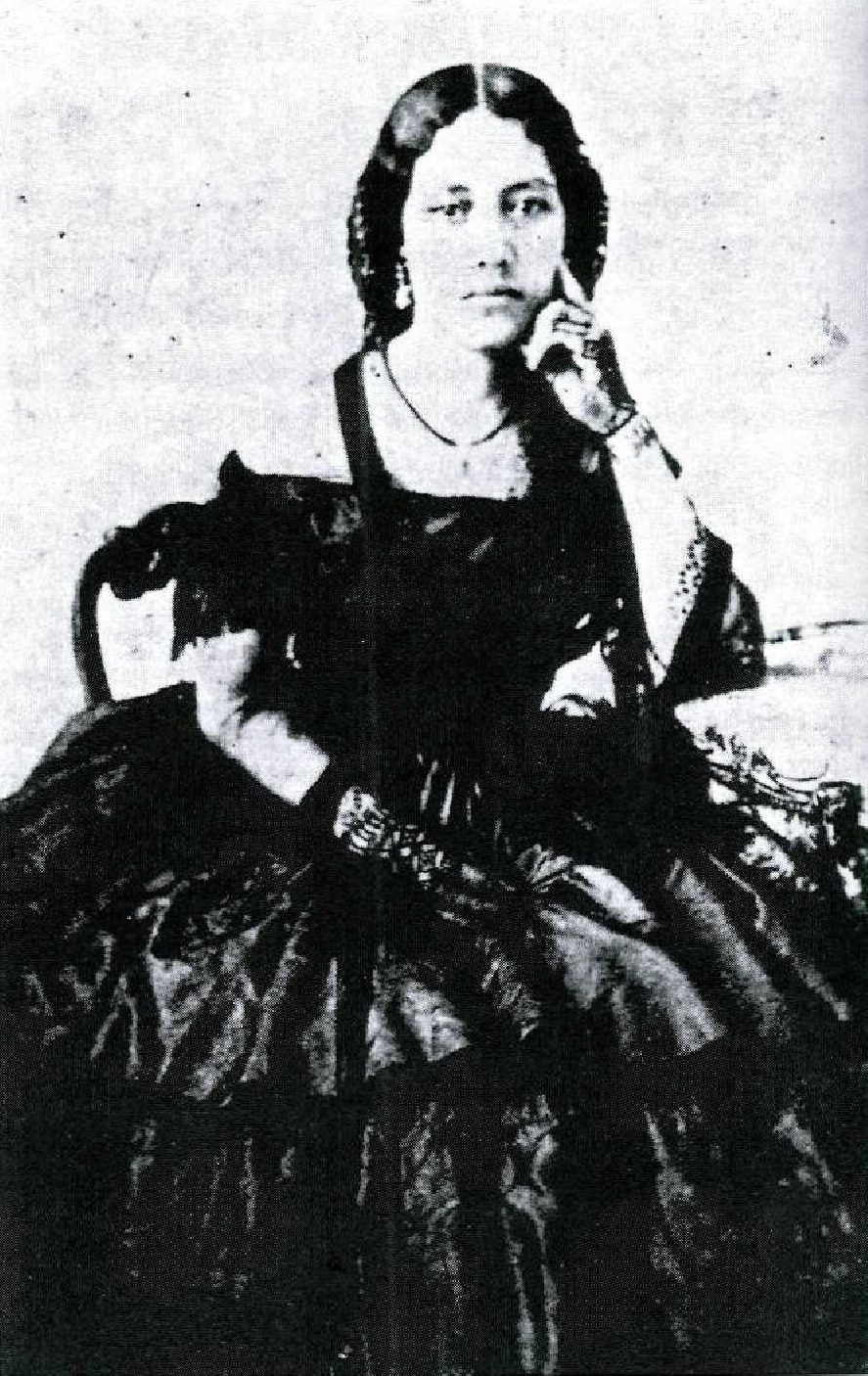
Grande cheffe Elizabeth Keka'aniau La'anui, épouse de Franklin Seaver Pratt

Le 27 avril 1864, Pratt épouse la grande cheffe Elizabeth Keka'aniau La'anui, arrière-petite-nièce du roi Kamehameha Ier, arrière-petite-fille de Kalokuokamaile, le frère aîné de Kamehameha I .
Les Pratt n'ont pas d'enfants, bien qu'ils adoptent la nièce de Keka'aniau, Theresa Owana Ka'ōhelelani La'anui (en), fille de son jeune frère, le grand chef Gideon Kailipalaki La'anui II, après sa mort en 1871. Theresa se marie quatre fois et a des descendants de ses premier et deuxième maris : Alexander Cartwright III, fils du chef des pompiers d'Honolulu, Alexander Cartwright, et Robert William Wilcox (en), leader révolutionnaire hawaïen et premier délégué du Congrès du territoire d'Hawaï,,,. Les Pratt adoptent également plus tard la fille cadette d'Alexandre et Theresa, Eva Kuwailanimamao Cartwright, qui épouse Dwight Jarvis Styne et a trois enfants. Les Pratt possèdent une résidence en bord de mer, qu'ils appellent Franklin Villa ou Bath Villa, dans le quartier de Waikīkī à Honolulu. La propriété est vendue en 1897 et fait maintenant partie du Fort DeRussy (en),.

## Carrière politique
Grâce aux relations royales de sa femme, Pratt développe une relation étroite avec la famille royale d'Hawaï. Keka'aniau est une amie proche, une dame d'honneur et une demoiselle d'honneur de sa cousine la reine Emma, l'épouse de Kamehameha IV. Pratt lui-même est également un ami proche de la reine . Il est nommé colonel honoraire dans l'état-major personnel du roi Kamehameha V, le 13 septembre 1867. Après la mort de Kamehameha et le règne de courte durée de son successeur élu Lunalilo, le trône hawaïen est resté vacant et une deuxième élection royale est convoquée par la législature du royaume pour choisir un nouveau monarque parmi les familles ali'i (principalement) éligibles. Bien que le statut de sa femme et un décret de Kamehameha III la rendent éligible au trône, elle n'a jamais envisagé de le faire. Seuls deux candidats sont sérieusement considérés comme la reine Emma et David Kalākaua, tous deux camarades de classe de la Royal School et cousins de Keka'aniau .
En raison de leurs liens étroits avec Emma, Pratt et Keka'aniau soutiennent activement  sa candidature lors de l'élection controversée. Selon Liliʻuokalani, la reine Emma a l'intention de récompenser sa loyauté par une nomination gouvernementale en destituant John Owen Dominis du poste de gouverneur d'Oahu et en nommant Pratt à sa place. Malgré le soutien populaire à la reine douairière, l'assemblée vote par trente-neuf voix contre six en faveur de Kalākaua plutôt qu'Emma.
Sous la nouvelle dynastie, Pratt poursuit son association personnelle avec la reine Emma vaincue. Selon une lettre d'Emma de 1876 à son cousin Peter Ka'eo, Pratt joue un rôle dans la propagation de fausses rumeurs selon lesquelles le roi Kalākaua contracte la lèpre.
Après de nombreuses années dans le secteur des affaires, il commence à travailler pour le gouvernement. Cependant, les postes relativement peu importants qu'il occupe le relèguent toujours à la périphérie du pouvoir. De 1884 à 1892, Pratt travaille comme registraire des comptes publics. Lorsqu'elle monte sur le trône, la reine Liliʻuokalani le nomme à son Conseil privé d'État, le conseil consultatif du monarque ; il sert du 7 mars 1891 au 8 juillet 1892,. En octobre 1892, Pratt est nommé consul général du gouvernement hawaïen à San Francisco aux États-Unis, succédant à David Allison McKinley (frère du futur président américain William McKinley). À ce poste, il agit en tant que représentant diplomatique et commercial du royaume hawaïen pour les États du Pacifique de Californie, du Nevada, de l'Oregon et de Washington,. Le 28 mars 1891, la reine Liliʻuokalani accorde à M. Pratt le titre de chevalier commandeur de l'ordre royal de Kalakaua dans la salle bleue du palais Iolani. Le 17 janvier 1893, la monarchie hawaïenne est renversée et le gouvernement provisoire est établi jusqu'à ce qu'un traité d'annexion puisse être ratifié par le Congrès des États-Unis.
Pratt continue comme consul hawaïen à San Francisco sous le gouvernement provisoire sous la présidence de Sanford B. Dole. Cependant, en février 1893, Pratt écrit au secrétaire d'État américain John W. Foster et au vice-président Levi P. Morton au nom de sa femme pour défendre ses prétentions sur les terres de la couronne hawaïenne en tant qu'héritière de Kamehameha III. Dans le même temps, il dépose également une protestation contre le gouvernement provisoire dans le San Francisco Chronicle, un journal local de Californie, en se signant comme « Consul général d'Hawaï »  . En raison de ces actions, Pratt est démis, le 28 mars, de ses fonctions de consul par Dole et le Conseil exécutif et consultatif du gouvernement provisoire. Charles Thomas Wilder lui succéda,.

## Mort et enterrement
De retour à Honolulu, Pratt tombe malade et meurt le 11 janvier 1894 des suites d'une hydropisie (œdème), à sa résidence de Printer's Lane à Honolulu.
Le Hawaii Holomua Progress rapporte la dernière heure du décès de l'homme d'affaires et ses effets sur ses parents et amis survivants :

« Ce n'est pas un événement inattendu qui s'est produit hier après-midi à l'annonce du décès de M. Frank S. Pratt, un citoyen bien connu. Pourtant, malgré toutes les semaines de préparation que la famille aimante et les amis ont eues pour fortifier leurs sentiments face à la victoire inévitable du destructeur, il n'y avait pas d'yeux secs au chevet du défunt lorsque le résultat a été évident. La mort est venue lentement et avec la douleur qui l'accompagnait, mais la fin a été atteinte avec force, l'appel final ayant été répondu à quelques minutes après 16 heures et en présence de la famille. »

— Le Hawaii Holomua Progress, Janvier 12, 1894, p. 3

« Avec la mort de Frank Pratt, les Hawaïens ont perdu un autre de leurs plus fidèles amis. Le défunt, qui avait résidé pendant près d'un demi-siècle dans ce pays, était un homme qui, dans toute la mesure du possible, possédait la confiance de l'ensemble de la communauté, étrangers et hawaïens confondus. Dans les différentes activités qu'il a exercées au cours de sa longue résidence, il a toujours réussi à se faire des amis. Bien qu'il ait dissimulé sa bonté naturelle sous des manières quelque peu "brusques", tous ceux qui l'ont connu ou qui ont eu besoin de lui ont rapidement appris à connaître cette qualité exceptionnelle. M. Pratt était marié mais ne laisse pas d'enfants. Nous présentons nos sincères condoléances à la veuve endeuillée dans son grand chagrin. »

— Le Hawaii Holomua Progress, Janvier 12, 1894, p. 2
Pratt est décédé intestat et laisse une succession évaluée à 10 000 $, qui est partagée entre sa veuve et ses frères et sœurs survivants à Boston. Après un service funèbre à la cathédrale Saint-André, il est enterré au cimetière d'Oahu à Honolulu. Sa veuve Keka'aniau est décédée en 1928, à l'âge de 94 ans, et est enterrée à ses côtés  .